# Pinillos (Hiszpania)
Pinillos – gmina w Hiszpanii, w prowincji La Rioja, w La Rioja, o powierzchni 11,89 km². W 2011 roku gmina liczyła 16 mieszkańców.